# Mohamed Ayachi
Ne doit pas être confondu avec Mohamed Ayachi Ajroudi.
Pour les articles homonymes, voir Ayachi.
Mohamed Ayachi, alias « Cheikh Baraket », né le 31 mars 1934 à Sousse et décédé le 6 septembre 1998 à Sousse, est un footballeur tunisien.

## Biographie
Sans être très athlétique, Ayachi et ses 1,74 mètre se distingue d'abord par sa maîtrise de la zone de réparation. À l'âge de 20 ans, il signe sa première licence au Stade soussien avant de séjourner pendant trois ans à Tunis, où il poursuit ses études, et de porter son choix sur le Club africain. Il profite de la licence B, qui ne l'autorise pas à disputer la compétition, pour affiner sa technique et ses aptitudes physiques. 
Son vrai démarrage s'opère durant la saison 1956-57 sous la conduite de Fabio Roccheggiani, l'entraîneur mythique du Club africain, qui a laissé son empreinte au sein du club et des mémoires. Ayachi devient vite le gardien de but principal et l'idole de sportifs comme Sadok Sassi qui n'a pas oublié ses prouesses et le rôle qu'il a tenu au Club africain ou en sélection nationale.
Il retourne durant la saison 1958-1959 à son club d'origine, le Stade soussien, où il termine sa carrière à l'âge de 27 ans en découvrant qu'il est atteint du paludisme à la suite d'un prélèvement de sang anodin. Il quitte donc la scène alors que la relève est pleinement assurée mais avec un goût d'inachevé.

## Carrière
- 1953-1955 : Stade soussien (Tunisie)
- 1955-1958 : Club africain (Tunisie)
- 1958-1961 : Stade soussien (Tunisie)

## Sélections
- 21 matchs internationaux[1]